# Pseudophoxinus stymphalicus
Pseudophoxinus stymphalicus és una espècie de peix cipriniforme de la família dels ciprínids present a Grècia.
Els mascles poden assolir els 12 cm de longitud total.